# Thomas Rasmussen
Thomas Rasmussen (* 16. April 1977 in Frederiksberg, zwischen 1998 und 2004 Thomas Schultz) ist ein ehemaliger dänischer Fußballspieler.

## Vereinskarriere
Rasmussen begann als 6-Jähriger in Frederiksberg beim Klub Dalgas mit dem Fußballspielen. Nach einem Jahr wechselte er zum KB Kopenhagen und blieb hier bis 1995. Nach einer kurzen Zwischenstation bei Glostrup IF wechselte er 1996 zu VV St. Truiden nach Belgien. Nach drei Jahren kehrte er in sein Heimatland zurück, wo er zunächst für IF Skjold Birkerød und später für Farum BK spielte. 1998 hatte Rasmussen den Namen seiner damaligen Frau angenommen und hieß somit bis Anfang 2004 Thomas Schultz.
2003 wechselte Rasmussen in die Fußball-Bundesliga zu Hansa Rostock. Er war damit der erste Däne, der jemals im Kader der Hanseaten stand. Anfang 2004 nahm er, nachdem er von seiner Frau geschieden war, wieder seinen Geburtsnamen Rasmussen an. In seiner ersten Saison erreichte er mit Hansa den neunten Tabellenplatz, die folgende Saison 2004/05 endete hingegen auf einem Abstiegsplatz. In zwei Jahren beim FC Hansa spielte er 59 Erstligapartien und erzielte dabei sieben Tore. Obwohl Rasmussen noch einen Vertrag bis 2006 besaß, wollte er, um weiter erstklassig zu spielen, den Verein verlassen. Hansa forderte eine Ablösesumme von ca. 800.000 € und so kam in der Sommerpause kein Wechsel zustande. Rasmussen begann somit die Saison 2005/06 im Zweitliga-Kader der Hanseaten und kam an den ersten beiden Spieltagen zum Einsatz.
Vor Ablauf der Transferperiode fand sich jedoch ein zahlungswilliger Interessent, und so wechselte er im August 2005 zum dänischen Meister Brøndby IF. Am 28. August 2005 gab er sein Debüt in der Superliga und am 15. September 2005 absolvierte er sein erstes Europacupspiel. 2008 gewann er mit Brøndby durch ein 3:2 im Finale über Esbjerg fB den dänischen Pokal.
In der Winterpause der Saison 2011/12 wechselte er dann weiter zu Lyngby BK. Nach anderthalb Jahren und 36 Ligaspielen beendete er dort 2013 seine aktive Karriere.

## Nationalmannschaft
Für die Dänische Fußballnationalmannschaft spielte Rasmussen von 2003 bis 2008 insgesamt achtmal.
Am 30. April 2003 gab er als Thomas Schultz beim Spiel gegen die Ukraine sein Debüt für Dänemark. Er wurde von Trainer Morten Olsen in der 70. Minute eingewechselt. Fast ein Jahr später spielte er gegen Schottland seine zweite Partie. Hier wurde er in der 84. Minute eingewechselt. Im Anschluss kam er fast vier Jahre nicht mehr zum Einsatz. 2008 bestritt er dann sechs weitere Partien. Gegen Tschechien stand Rasmussen sogar einmal in der Startelf.

## Erfolge
- Dänischer Pokalsieger: 2008

## Trainer
Nach seinem Karriereende trainierte er 2013 kurzfristig die Damenmannschaft des Taastrup FC.

## Sonstiges
Rasmussen ist Scout und Berater der Boutique Transfers And Management ApS in Vejle, die unter anderem Robert Skov, Jacob Bruun Larsen und Paul Onuachu betreuen.